# Залесье (Гдовский район)
Залесье — деревня в Гдовском районе Псковской области России. Входит в состав Добручинской волости Гдовского района.

## География
Расположена на берегу реки Ельминки (правом притоке Плюссы), в 25 км к северо-востоку от Гдова и в 10 км к северо-востоку от волостного центра, деревни Добручи.

## Население
Численность населения деревни на 2000 год составляла 2 человека, по переписи 2002 года — 7 человек.

## История
До 1 января 2006 года деревня входила в состав ныне упразднённой Вейнской волости.